# دياب طه
دياب هارون طه لاعب كرة قدم قطري ، ولد في (15 مايو 2001) يلعب في نادي قطر .

## مسيرة اللاعب
لعب في نادي الدحيل ونادي الخور ونادي الشمال ونادي قطر.